# 布巫瑪
布巫瑪（賽德克語：Puuma），又稱迭馬哈厚伊（Temahahoi），是台灣賽德克族傳說中的女人社。

## 簡述
布巫瑪社位於深山中的一處峭壁上，社內全是女人，她們很討厭男人、把男性視為動物或家畜（豬）一樣的存在，需要生育下一代時，她們都是派出自己養的土蜂，那種土蜂很特別，不僅很大、而且聽得懂人話，還會幫主人到外面找年輕力壯的男性，將其螫昏，布巫瑪的女性再將他搬回部落，讓那名男性跟部落裡每個女人結婚生子，男性往往不到一個月就會筋疲力竭，這時布巫瑪的女人又會把他丟進山谷中不顧死活，而生出來的孩子中如果有男嬰就會殺掉。
另外，布巫瑪的女人沒有肛門、不用吃東西，只要吃食物的蒸氣就可以活（另有一說她們只要吸柴火的煙就可以，所以連耕作都不用）。

## 傳說
據說以前的族人都不知道布巫瑪，直到有一個被她們拋棄的男人被族人救起，才得知她們的存在，為了避免被抓，男人們先是嘗試扮成女人的樣子出去狩獵，雖然一開始有效，但在布巫瑪的女人們要土蜂更仔細檢查後還是被識破了，因此族人們決定一舉消滅她們，在下一個男人被抓時，其他人躲在旁邊、跟蹤前來搬走男人的女性並找到布巫瑪的位置，後來族人挑了個晚上，趁著布巫瑪的女人在睡覺時燒了部落、並守在唯一的出入口前殺了所有逃出來的女人，布巫瑪就這樣滅亡了。
其他版本
另有傳說認為，女人社會被發現的原因是因為兩個分別叫瓦旦（Watan）和瓦歷斯（Walis）的男人上山打獵、追著山豬而來到了部落，原先女人社裡的女人邀請他們一起吃飯（吸蒸氣），但在看到他們把食物放進嘴裡時發現他們是男人、把他們綁起來關進豬舍裡，瓦旦和瓦歷斯怕她們打算把自己養肥之後吃掉，因此在一個晚上，用腳為彼此鬆綁，並且撞破圍籬之後逃脫，雖然發現他們的女人追趕上去，但因為不會游泳，在他們跳進河中後就放棄追捕。回到部落的兩人把事情告訴族人，但後來大家要去找那個部落時，卻再也找不到了。